# Dry Tortugas National Park
Dry Tortugas National Park is een Amerikaans nationaal park, dat 109 km ten westen van Key West in de Golf van Mexico ligt. Het park beslaat 262 km² en beschermt de eilandengroep Dry Tortugas. Een groot deel van het oppervlak bestaat uit water. Op een van de eilanden ligt Fort Jefferson, een groot fort dat nooit afgebouwd is.
Mede door zijn afgelegen ligging heeft het nationaal park een van de meest ongerepte koraalriffen van Noord-Amerika. In de wateren rondom de eilanden komen 442 soorten vissen voor. Sterns, fregatvogels en zeeschildpadden hebben hier hun broedplaatsen. Reeds in 1908 werd de regio tot National Wildlife Refuge verklaard. In 1935 werd het fort als National Monument onder bescherming geplaatst. In 1992 werden de Dry Tortugas uitgeroepen tot nationaal park.

## Afbeeldingen

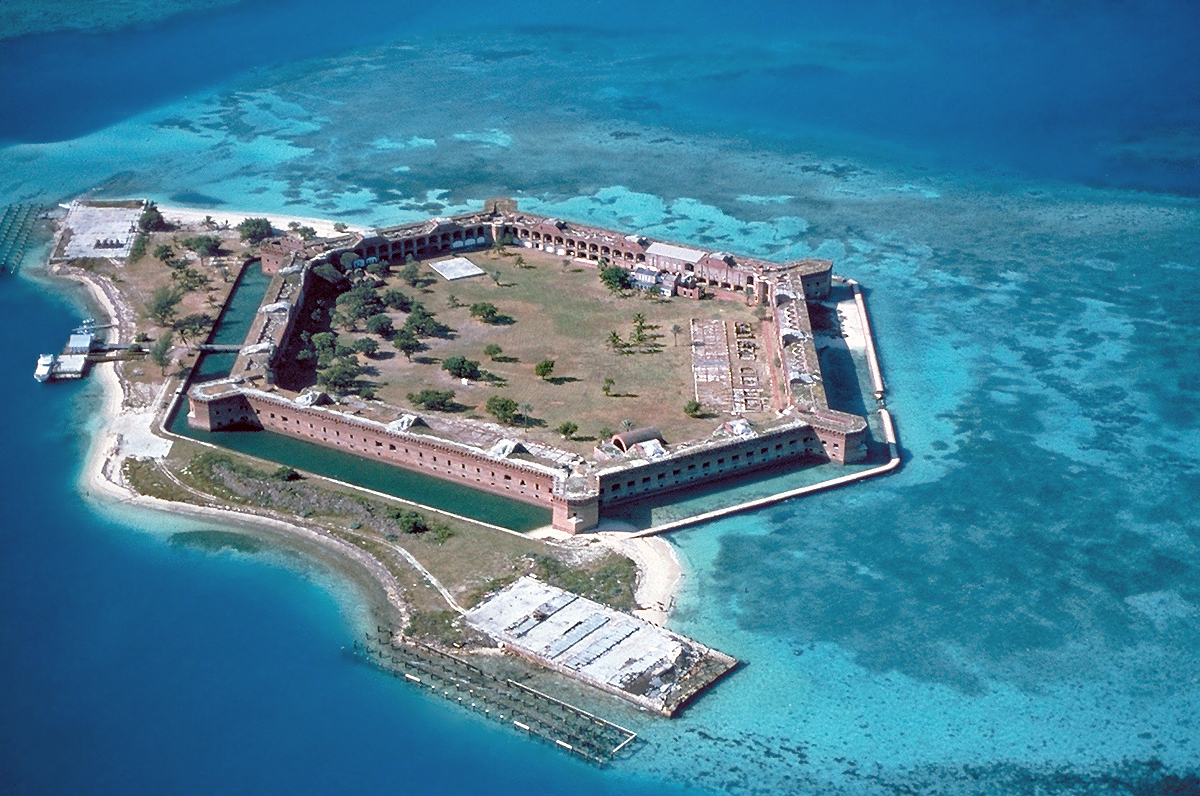
Fort Jefferson
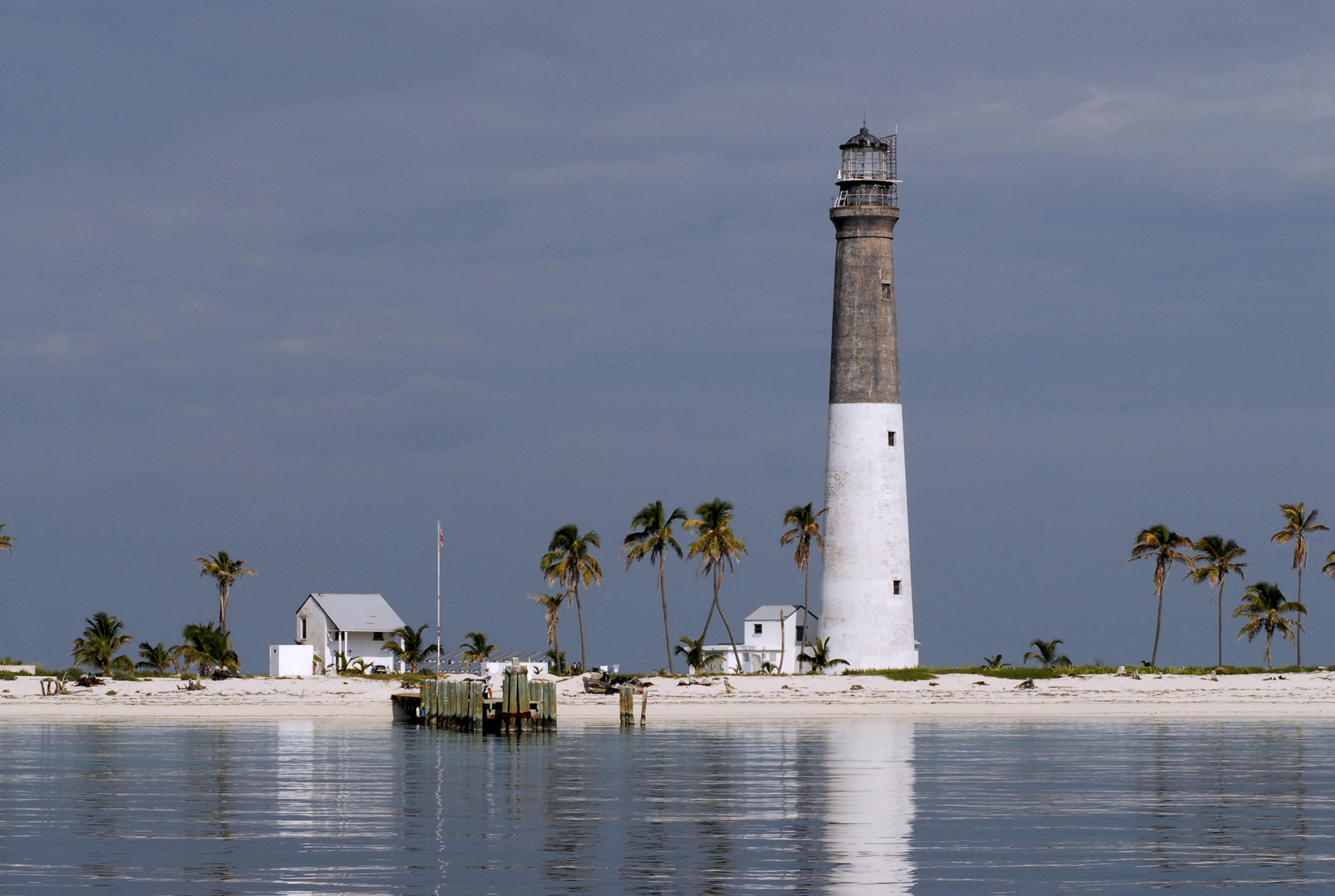
Vuurtoren
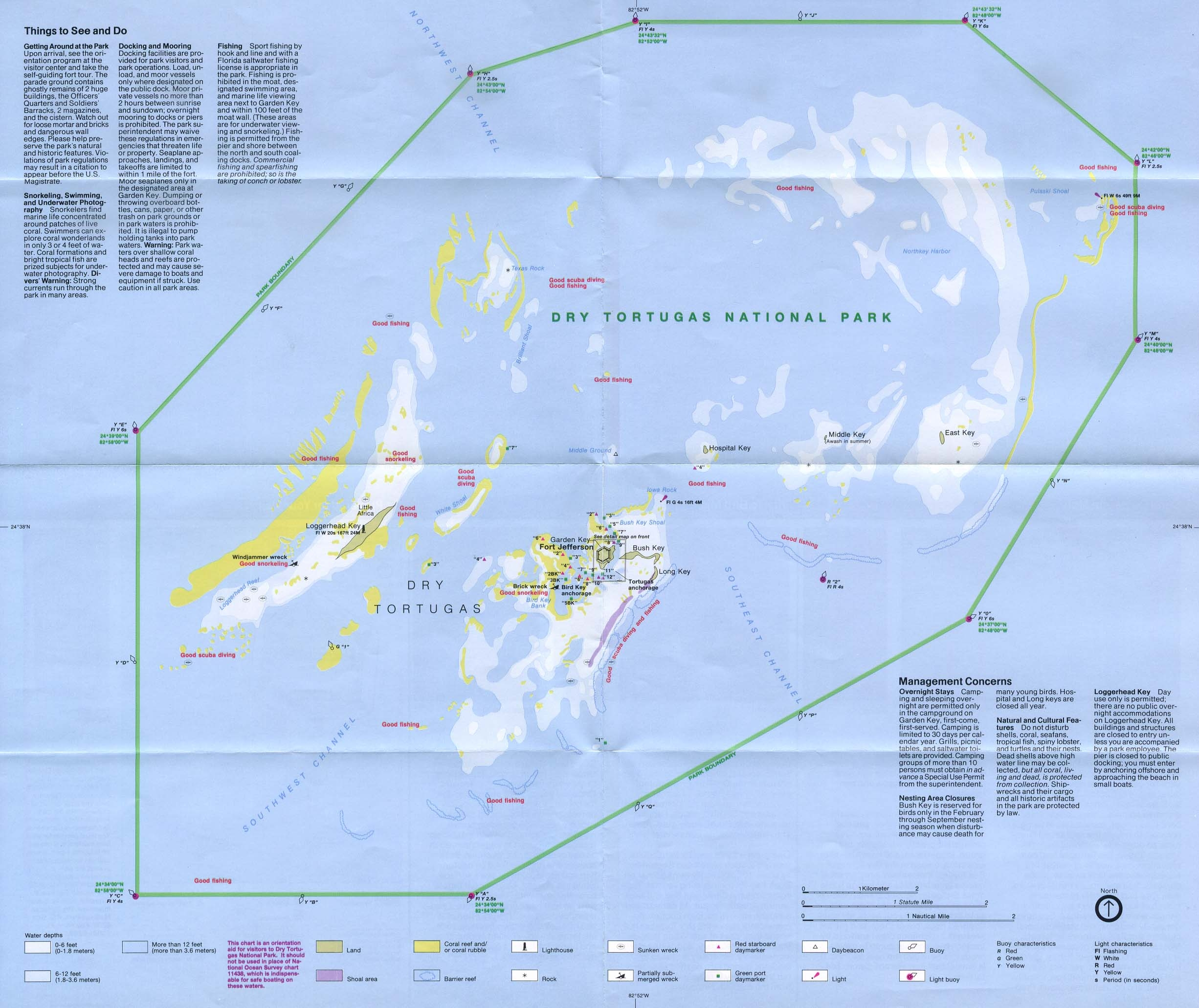
Kaart

Acadia · American Samoa · Arches · Badlands · Big Bend · Biscayne · Black Canyon of the Gunnison · Bryce Canyon · Canyonlands · Capitol Reef · Carlsbad Caverns · Channel Islands · Congaree · Crater Lake · Cuyahoga Valley · Death Valley · Denali · Dry Tortugas · Everglades · Gates of the Arctic · Glacier · Glacier Bay · Grand Canyon · Grand Teton · Great Basin · Great Sand Dunes · Great Smoky Mountains · Guadalupe Mountains · Haleakalā · Hawaii Volcanoes · Hot Springs · Indiana Dunes · Isle Royale · Joshua Tree · Katmai · Kenai Fjords · Kings Canyon · Kobuk Valley · Lake Clark · Lassen Volcanic · Mammoth Cave · Mesa Verde · Mount Rainier · New River Gorge · North Cascades · Olympic · Petrified Forest · Pinnacles · Redwood · Rocky Mountain · Saguaro · Sequoia · Shenandoah · Theodore Roosevelt · Virgin Islands · Voyageurs · Wind Cave · Wrangell-St. Elias · Yellowstone · Yosemite · Zion